# Lio (grupa etniczna)
Lio, także Li’o – indonezyjska grupa etniczna z wyspy Flores w prowincji Małe Wyspy Sundajskie Wschodnie, zamieszkująca tereny kabupatenu Ende. Populacja Lio wynosi 300 tys. osób.
Są potomkami autochtonicznej ludności wyspy Flores. Wyznają przede wszystkim katolicyzm. Posługują się własnym językiem lio (li’o) z wielkiej rodziny austronezyjskiej.
Tradycyjnie zajmują się ręczną uprawą roli (rośliny bulwiaste, kukurydza, w mniejszym zakresie ryż), łowiectwem, zbieractwem (rattan, drzewo sandałowe), a także hodowlą trzody chlewnej i drobiu. Rozwinęli plecionkarstwo i obróbkę łyka. Równolegle z katolicyzmem funkcjonują dawne wierzenia. Rodzime wierzenia obejmują kult najwyższego stwórcy Ndu’a Ngga’e, kult przodków, kulty agrarne oraz wiarę w duchy.
Pod względem kulturowym są blisko spokrewnieni z ludami Ende, Sika i Ngada, a w dalszej kolejności z ludem Manggarai. Ich język bywa rozpatrywany jako dialekt języka ende.